# Marie McDonald
Marie McDonald (6 de julio de 1923 – 21 de octubre de 1965) fue una cantante y actriz estadounidense conocida por el apodo de "The Body Beautiful (El cuerpo hermoso)" y más adelante por "The Body".

## Inicios
Su verdadero nombre era Cora Marie Frye, y nació en Burgin, Kentucky, siendo su madre una componente de las Ziegfeld Follies. Tras el divorcio de sus padres, se mudó con su madre y su padrastro a Yonkers, Nueva York. A los 15 años McDonald empezó a trabajar como modelo y compitió en numerosos concursos de belleza, siendo coronada como Miss Nueva York en 1939. Con 17 años consiguió un papel de corista en Earl Carroll's Vanities, una producción representada en 1940 en el Teatro Earl Carroll, del circuito de Broadway. Poco después se trasladó a Hollywood con la esperanza de hacer carrera en el mundo del espectáculo, aunque en un principio siguió trabajando para el propietario del teatro de Broadway, actuando como corista en un nightclub suyo en Sunset Boulevard.

## Carrera
Marie McDonald consiguió trabajo como cantante en el programa radiofónico de Tommy Dorsey & His Orchestra, cantando posteriormente con otras big bands. En 1942 fue contratada por Universal Studios, actuando de inmediato en varios papeles menores. De los filmes en los que actuó ese año destacaba Pardon My Sarong, título que le valió el apodo "The Body", a causa de su bien formada figura. Al año siguiente fue coprotagonista de A Scream in the Dark, una cinta detectivesca de serie B de Republic Pictures que consiguió un razonable éxito. No consiguió, sin embargo, otro papel protagonista hasta 1945, año en el que rodó para otra pequeña productora independiente el film de serie B Getting Gertie's Garter, y en 1947 trabajó junto a Gene Kelly en la película de MGM Living in a Big Way (1947). 
De todos modos, a pesar de su talento se hizo más conocida por su figura que por sus interpretaciones. Así, durante la Segunda Guerra Mundial McDonald fue una de las pin-up más famosas de Hollywood, posando para la revista de las Fuerzas Armadas de los Estados Unidos Yank. 

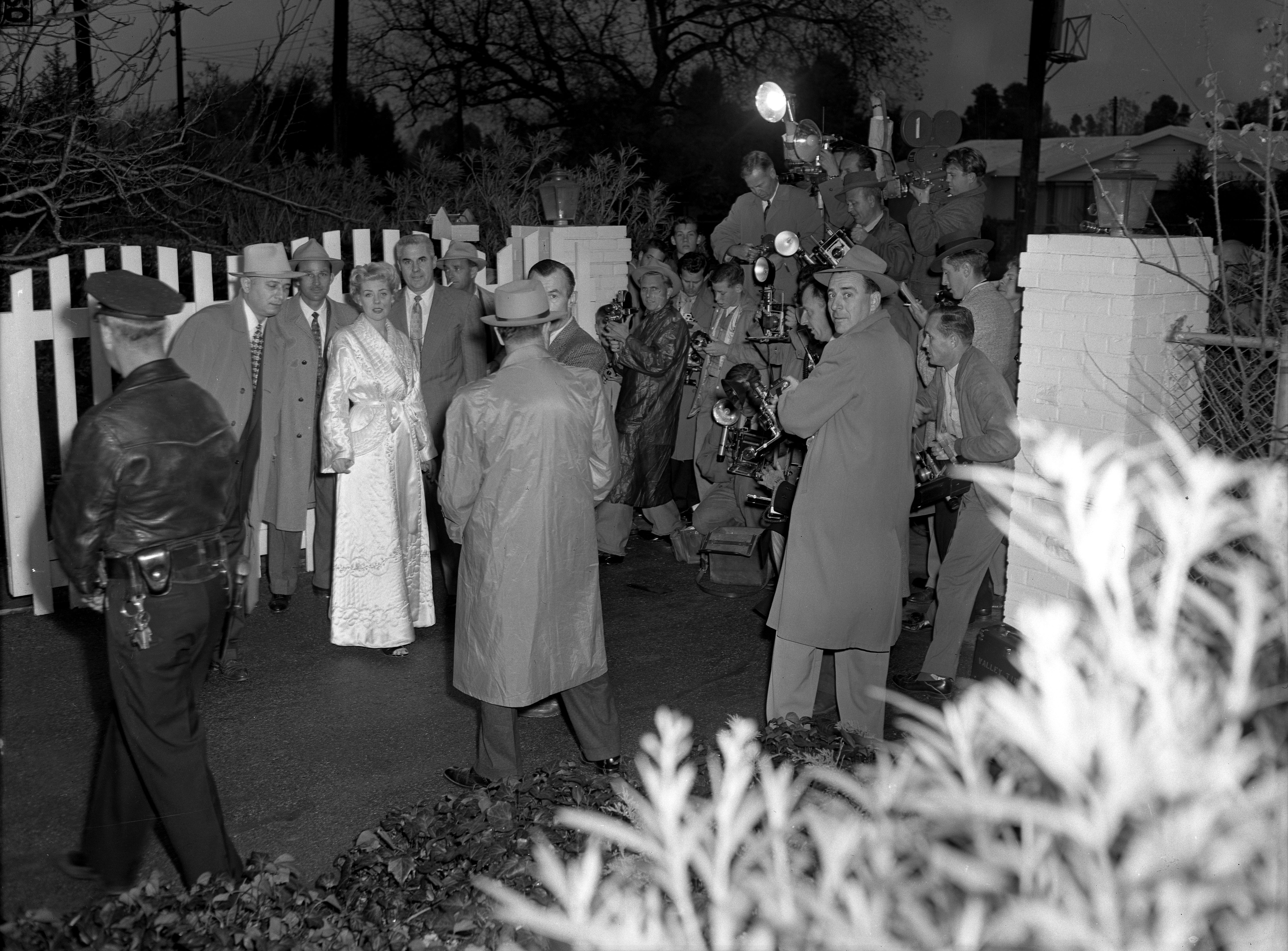
Marie McDonald representa la escena de su secuestro en su casa en Encino.

A pesar de varios problemas personales, McDonald grabó un LP para RCA Victor en 1957, The Body Sings, con el apoyo de Hal Borne y su Orquesta, en el cual interpretaba doce baladas. Además, hizo una gira mundial representando un exitoso espectáculo de. Entre 1945 y 1950 actuó únicamente en dos filmes, no volviendo a trabajar en el cine hasta 1958, cuando fue elegida para intervenir en una comedia de Jerry Lewis, The Geisha Boy. Su última actuación cinematográfica tuvo lugar en la película de 1963 Promises! Promises!, trabajando junto a Jayne Mansfield.

## Vida personal
McDonald se casó por primera vez en 1940, pero este matrimonio finalizó rápidamente. Su segunda boda fue con su agente, Vic Orsatti, y duró cuatro años. Además, en esa época fue amante de Bugsy Siegel. En total McDonald se casó en siete ocasiones, dos de ellas con el millonario Harry Karl, que más adelante se casó con Debbie Reynolds. Además de sus matrimonios, McDonald tuvo diferentes relaciones amorosas, figurando también entre sus amantes Eddie Fisher y Michael Wilding. Esta tumultuosa vida personal pronto hizo sombra a su carrera, y en la prensa amarilla se hablaba con regularidad de sus inestables relaciones, sus accidentes de tráfico, y de una fuga de un centro psiquiátrico australiano. Igualmente, en 1957, apareció en primera plana al afirmar que había sido secuestrada por dos hombres.
En 1965 McDonald fue encontrada muerta a causa de una sobredosis de droga en su domicilio en Calabasas, California. Fue enterrada en el Cementerio Forest Lawn Memorial Park de Glendale (California).
Tres meses después de la muerte de McDonald, en enero de 1966, su sexto marido, Donald F. Taylor, se suicidó. A McDonald le sobrevivieron tres hijos, que fueron criados por Harry Karl y Debbie Reynolds.

## Filmografía
| Año  | Título                        | Papel                    | Observaciones                                  |
| ---- | ----------------------------- | ------------------------ | ---------------------------------------------- |
| 1941 | It Started with Eve           | Chica de los cigarrillos | Sin créditos                                   |
| 1942 | You're Telling Me             | Chica                    | Sin créditos                                   |
| 1942 | Pardon My Sarong              | Ferna                    |                                                |
| 1942 | Lucky Jordan                  | Pearl (Secretaria)       |                                                |
| 1943 | Tornado                       | Diana Linden             |                                                |
| 1943 | A Scream in the Dark          | Joan Allen               |                                                |
| 1943 | Riding High                   | Pequeño papel            | Sin créditos Otro título: Melody Inn           |
| 1943 | Caribbean Romance             |                          | Otro título: Musical Parade: Caribbean Romance |
| 1944 | Standing Room Only            | Opal                     | Sin créditos                                   |
| 1944 | I Love a Soldier              | Gracie                   |                                                |
| 1944 | Our Hearts Were Young and Gay | Rubia                    | Sin créditos                                   |
| 1944 | Guest in the House            | Miriam                   | Otro título: Satan in Skirts                   |
| 1945 | Getting Gertie's Garter       | Gertie                   |                                                |
| 1945 | It's a Pleasure               | Gale Fletcher            |                                                |
| 1947 | Living in a Big Way           | Margo Morgan             |                                                |
| 1949 | Tell It to the Judge          | Ginger Simmons           |                                                |
| 1950 | Once a Thief                  | Flo                      |                                                |
| 1950 | Hit Parade of 1951            | Michele                  |                                                |
| 1954 | The Danny Thomas Show         |                          | Episodio: "Pittsburgh"                         |
| 1958 | The Geisha Boy                | Lola Livingston          |                                                |
| 1959 | The Red Skelton Show          | Lil                      | Episodio: "Clem the Mailman"                   |
| 1963 | Promises! Promises!           | Claire Banner            |                                                |